# Уолластон, Джордж Бьюкенен
Джордж Бьюкенен Уолластон (англ. George Buchanan Wollaston, 26 апреля 1814 — 26 марта 1899) — английский ботаник, коллекционер растений и ландшафтный дизайнер.

## Биография
Джордж Бьюкенен Уолластон родился 26 апреля 1814 года.
Он вёл научную переписку с Чарльзом Дарвином, а также посещал его.
Джордж Бьюкенен Уолластон умер в графстве Кент 26 марта 1899 года.

## Научная деятельность
Джордж Бьюкенен Уолластон специализировался на папоротниковидных и на семенных растениях.

## Некоторые публикации
- Rural Britain, 1860-1880; Exhibition of Watercolour Drawings. Ed. Covent Garden Gallery, Ltd. 4 pp.

## Почести
Род растений Wollastonia DC. ex Decne. был назван в его честь.
В его честь были также названы следующие виды растений: 
- Aloe wollastonii Rendle[4]
- Choananthus wollastonii Rendle[4]
- Lyonsia wollastonii Wernham[5]
- Vernonia wollastonii S.Moore[6]
- Begonia wollastonii Baker f.[7]
- Lobelia wollastonii Baker f.[8]
- Garcinia wollastonii Ridl.[9]
- Lindsaea wollastonii Alderw.[10]
- Dryopteris wollastonii (Alderw.) C.Chr.[11]
- Dimorphanthera wollastonii Wernham[12]
- Gentiana wollastonii Wernham[13]
- Cyrtandra wollastonii S.Moore[14]
- Scaevola wollastonii Wernham[15]
- Plectranthus wollastonii S.Moore[16]
- Baphia wollastonii Baker f.[17]
- Eugenia wollastonii Ridl.[18]
- Arthropteris wollastonii (Ridl.) Holttum[19]
- Bulbophyllum wollastonii Ridl.[20]
- Meconopsis wollastonii Regel[21]
- Polypodium wollastonii Ridl.[22]
- Primula wollastonii Balf.f.[23]
- Helicia wollastonii Ridl.[24]
- Argostemma wollastonii Wernham[25]
- Solanum wollastonii Wernham[26]
- Cyclosorus wollastonii (Alderw.) Copel.[27]
- Pilea wollastonii A.K.Monro[28]
- Riedelia wollastonii Ridl.[29]